# Gabès
Gabès (em árabe: قابس; romaniz.: Qābis), na Antiguidade é uma cidade da costa sudeste da Tunísia, capital da província homónima. O município tem 88,38 km² de área e em 2004 tinha 116 323 habitantes (densidade: 1 316,2 hab./km²).
Situa-se 410 km a sul de Tunes, 170 km a sudoeste de Sfax e 110 km a oeste de Houmt Souk, na ilha de Djerba (distâncias por estrada). Na Antiguidade foi conhecida como Tacape (Takapes), que evoluiu para Capes (Kapes), que por sua vez deu origem ao nome árabe atual. Os romanos chamaram-lhe Tacapitano (Takapitanus), Tacapas (Tacapae), Tacape ou Tacapes.
Tem uma grande tradição industrial ao longo da história conheceu várias guerras, desde as Guerras Púnicas até à Segunda Guerra Mundial. A sua economia gira em torno da indústria, nomeadamente petroquímica. É uma cidade famosa pelas suas praias.